# Acetat d'isoamil
L'acetat d'isoamil o acetat d'isopentil és l'èster acètic de l'alcohol isoamílic. És un líquid incolor, lleugerament soluble en aigua, però molt soluble en la majoria de solvents orgànics i amb una forta olor molt similar a la dels sucs de fruita, de banana o de pera.

## Producció
Es prepara per a la reacció d'esterificació de Fischer normalment catalitzada per l'àcid sulfúric.

## Aplicacions
L'acetat d'isoamil es fa servir per donar gust artificial de banana alguns aliments, tot i que es troba de manera natural a les bananes. També es produeix de forma sintèntica. S'allibera de manera natural en el fibló de les abelles com a substància d'alarma.
També es fa servir com a solvent en alguns vernissos i lacants de nitrocel·lulosa i com a feromona per atreure les abelles cap a una petita zona.